# Franz Gleißner
Franz Johannes Gleißner (getauft 6. April 1761 in Neustadt an der Waldnaab; † 28. September 1818 in München) war ein deutscher Komponist, Hofmusiker am Münchner Hof (jetziges Bayerisches Staatsorchester), Sänger, Verfasser eines Mozartverzeichnisses und Miterfinder des lithografischen Notendrucks (siehe Notensatz).

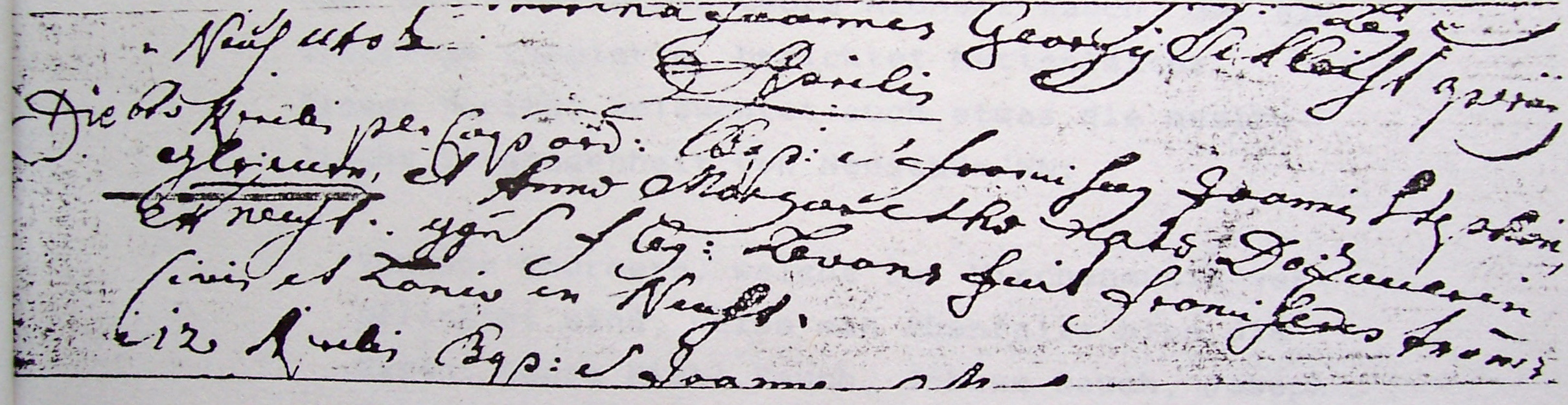
Taufmatrikel – Geburtsurkunde Franz Gleißner: (1761) Aprilis Die 6to Aprilis per Cooperatore baptizatus est Franciscus Joannis Stephani / Gleißner, et Annae Margarethae natae Dozauerin / ex Neustatt conjugum filius legitimus. Levans fuit Franciscus Trommer / civis et lanio in Neustatt.
Am 6. April wurde durch den Kooperator (Hilfsgeistlichen) getauft: Franziskus, der rechtmäßige Sohn der Eheleute Johann Stephan Gleißner und Anna Margaretha (Gleißner), geborene Dozauer, aus Neustadt. Pate war Franziskus Trommer, Bürger und Metzgermeister in Neustadt.

## Leben
Franz (weitere Vornamen: Johann, Seraph, Xaver) Gleißner (Gleisner, Gleissner, Kleißner, Pseudonym: Francesco Rensielg) war der „rechtmäßige Sohn des Johann Stephan Gleißner (Leinweber/Gärtner) und seiner Frau Anna Margaretha, geb. Dozauer“ aus Neustadt an der Waldnaab, der Residenzstadt des böhmischen Adelsgeschlechtes der Lobkowitzer.
Früh wurde seine musikalische Begabung erkannt. Deshalb kam er mit elf Jahren nach Amberg an das „Churfürstliche Jesuiten-Gymnasium“, „wo er eine ausserordentliche Neigung zur Musik und Dichtkunst zeigte“, auf „dem Musikchor den Contrebaß spielte, und überdieß ein guter Sänger war. Seine erste Komposition war eine Seelenmesse (Requiem) die er auf die Exequien des Churfürstens Max Joseph 1778 verfertigte, ein Werk, das Gründlichkeit, und großen, der Sache angemessenen Geist verrieth“. Im Catalogus Studiosorum 1773 wird Gleißner als „Kleißner Franc(iscus) Neostadiens(is) Palat(inus)“ aufgeführt (Staatsarchiv Amberg).
Um 1780, mit 19 Jahren, „ging er nach München, um allda seine philosophischen Studien zu vollenden“. Am kurfürstlichen Seminar (= Domus Gregoriana) setzte er seine Ausbildung fort. „Die Menge der guten Sänger und Tonkünstler […] reizten ihn, eine Menge Tonstücke von allen Gattungen zu verfertigen“ (Lipowsky). Im Faberbräu in München wurden Gleißners Singspiele Der Äpfeldieb oder der Schatzgräber (12. Februar 1783), Leonhard Ritt, der Bänkelsänger (8. Mai 1785) und Der Erntekranz (16. Juni 1785) aufgeführt. Der/Die Textdichter der letzten beiden Singspiele ist/sind nicht bekannt, vielleicht war es Gleißner selbst bei „seiner außerordentlichen Neigung zur Poesie“.
Während seiner Militärzeit von 1784 bis Ende 1789 heiratete er Maria Anna Pangratz am 22. Oktober 1786 (Pongratz, Pongraz). In der Heiratsurkunde wird er „Musiker (musicus) des hochberühmten Regiments des erlauchten Herzogs Maximilian von Zweibrücken“ genannt. In einem Brief vom 5. Juli 1806 schreibt Gleißner, dass er „sechs Jahre Kapellmeister bey allerhöchst Dero Regimente Prinz Max“ gewesen sei.
1791 fand er als „Accessist“ Aufnahme bei den Kontrabassisten der kurfürstlichen Hofkapelle in München. Im Dezember 1794 schreibt Gleißner an den Kurfürsten: „Unter höchstdero Militär bin ich 6. Jahre lang bey der Feldmusik gestanden; da ich aber daselbst ausgetreten, bin ich bey der Churfürstl. Hofmusik als Kontrabaßist gnädigst angestellt worden. Allein 3. Jahre diene ich nun mit all erdenklichem Eifer und Akkurateße, aber leider! ganz ohne Besoldung.“ Ab 1795 erhält Gleißner eine feste Anstellung, da der Hofkontrabassist Leonard Hueber (im „Hof= und Staatskalender für das Jahr 1795“ noch aufgeführt) gestorben war, und jährlich 300 Gulden Besoldung.
1796 kam er in Kontakt mit Alois Senefelder (auch Aloys Senefelder), der mithilfe der Lithografie Musiknoten drucken wollte. Gleißner unterstützte Senefelder finanziell und förderte ihn mit allen Kräften. Senefelder experimentierte und machte Druckversuche mit Gleißners Noten. 1796 entstand die erste Musiklithographie mit Gleißners Werk Feldmarsch der Churpfalzbayer’schen Truppen. In der Folge gründeten sie zusammen die Firma Gleißner & Senefelder in München: Kupferstich-Noten kosteten damals das Fünffache von Steindruck-Noten.
1799 erlangten Alois Senefelder und Franz Gleißner und deren Erben vom bayerischen Kurfürst Maximilian IV. Joseph ein „Privilegium exclusivum“ auf die Dauer von 15 Jahren. Ihre Steindruckerei firmierte jetzt unter dem Namen Königliche alleinprivilegirte Steindruckerey von Aloys Senefelder, Franz Gleißner & Comp. in München. In diesem Zusammenhang traf Gleißner mit dem Offenbacher Musikverleger Johann Anton André zusammen, der Mozarts Nachlass erworben hatte. Am 28. September 1799 wurde ein Vertrag zwischen Senefelder/Gleißner und André zum „Erwerb des Geheimnisses, Noten und Bilder auf Stein zu drucken“ unterzeichnet.
Ab 1799 war Gleißner für drei Jahre beim Musikverleger Johann Anton André in Offenbach als „Compositeur und Corrector“ tätig. Er verfasste das erste thematische Verzeichnis von Mozarts Werken. „Mit roter Dinte“ schrieb er auf die „Copien und Originalien“ und auf die „Manuskripte nicht nach der Zeitfolge, sondern nach den verschiedenen Gattungen“ einen Kommentar und Ordnungszahlen. Gleißners Entwurf bildete die Basis für ein Verzeichnis der Werke Mozarts durch Johann Anton André (1833) und später für das Köchelverzeichnis.
Franz Gleißner kehrte 1806 nach München zurück und wurde am 21. Oktober 1809 als „Lythograph“ angestellt. Ab 1811 unterschrieb Gleißner Rechnungen, Briefe und Bittschriften als „Königl. Druckerey Inspector“. Zwischen November 1816 und Januar 1817 wurde Gleißner zweimal vom „Schlage berührt“ und „zu allen Geistes- und Körpers-Verrichtungen unfähig gemacht“. Diese Sätze schrieb die „Gattin eines zum hülflosen Kinde gewordenen Mannes“ als „allergehorsamste demütigste Dienerin Anna Gleißner, Lythographens bey der königlichen Steuer Kataster Kommission Gattin“.
Der Eintrag am 30. September im Totenbuch der Frauenkirche München, 1818, S. 35, lautet: „Franz Seraph Gleißner, Inspektor bey der Königl. Steuerkatasterkommission, gestorben 28. September früh ½2 an Schlagfluß, 59 Jahre“. Begraben wurde er höchstwahrscheinlich auf dem Alten Münchner Südfriedhof, wo auch sein Freund Senefelder seine letzte Ruhestätte fand.

## Werke

### Kirchenmusikwerke
- Requiem, 1778, auf den Tod Maximilian III. Joseph (verschollen)
- Requiem/a/4 Voci/Violino primo/Violino secondo/Due Viole/Corno primo Corno secondo in G et C/2 Corni in Eb./2 Trombone Tenore et Trombone Basso/Tympani/Violone/et/Organo./Auth: Gleissner. Abschrift: 1818. Bayer Staatsbibliothek München Mf 548. In: Kataloge bayerischer Musiksammlung, (= KBM.) KBM. Band 8. Dom zu Unserer Lieben Frau in München
- Lytaniae Lauretaniae/Solennes/Auctore Francisco Gleißner/1787 (2 Violini, Viola, Violoncello, 2 Oboi, 2 Clarinetti, 2 Trombe, 2 Corni, Tympano, Canto, Alto, Tenore, Basso, Organo; Kyrie – Sancta Maria – Mater Christi – Salus infirmorum – Regina angelorum – Agnus Dei – Tantum ergo; Die 28. Septembris 1787; weitere Kürzel konnten noch nicht entziffert werden; wahrscheinlich Autograph; Diözesanarchiv Regensburg, Bestand: Musikalien des Domchors; 573)
- Lytaniae [lauretanae] solemnes [in honorem B(eatae) M(ariae) V(irginis)] Toni C a 4 Vocibus, 2 Violinis, Alto Viola, 2 Oboe, 2 Cornibus C, 2 Clarinis C, 2 Tympanis C, Violone et Organo. Authore D. Gleißner. (Kyrie – Sancta Maria – Rosa – Salus – Regina angelorum – Agnus Dei – Christe audi). Siehe Lauretanische Litanei. KBM Band 1. WEY 175. (= Kloster Weyarn) 1791. (1787; Ms. in Proskebibliothek Regensburg, siehe Carl Proske).
- Lytaniae [lauretanae] solemnes [in honorem B(eatae) M(ariae) V(irginis)] Toni D a 4 Vocibus, 2 Violinis, 2 Oboe, Alto Viola, 2 Cornibus D, 2 Clarinis D, 2 Tympanis D, Violone et Organo. Authore D.(ominus) Gleißner Monacensi. (Kyrie – Mater Christi – Salus – Regina angelorum – Agnus Dei – Christe audi). KBM. Band 1, WEY 176.
- Lytaniae [lauretanae] solemnes [in honorem B(eatae) M(ariae) V(irginis et Tantum ergo)] in C a 4 Vocibus, 2 Violin (sic!), Viola di alto, 3 Clarini in C, Tympani, Organo e Violone. Authore Gleissner. 1. (Kyrie – Mater purissima – Regina angelorum – Agnus Dei – Christe audi). 2. (Tantum ergo). KBM. Band 1, BB 153 (= Kloster Benediktbeuern).
- Lytaniae II ex G a 4 Vocibus, Duo Violino (!) Con Basso Del Sig(nore) Francesco Gleisner. (Kyrie – Speculum iustitiae – Regina angelorum), org. Kopie 1797, KBM. Band 15, URS 80 (= Kloster Ursberg)
- Lytaniae III ex F a Canto, Alto, Tenore, Basso, Duo Violino (!) con Organo Del Sig(nore) Francesco Gleißner 1797. (Kyrie – Virgo prudentissima – Agnus Dei), org. Kopie 1797, KBM. Band 15, URS 79
- Lytaniae IV ex C a Canto, Alto, Tenore, Basso, Duo Violino (!) con Organo Del Sig(nore) Francesco Gleißner 1797. (Kyrie – Agnus Dei), org. Kopie 1797, KBM. Band 15, URS 78
- Lytaniae V ex B a 4 Vocibus, Duo Violino (!) et Basso Del Sig(nore) Francesco Gleißner. (Kyrie – Agnus Dei), org. Kopie 1797, KBM. Band 15, URS 81
- Lytania Solennes./á/4dri Voci./2.Violini./2.Viole obl:ti/2.Oboe ob:/2.Corni in G,b et Eb.ob:ti/2.Clarini./Flauto Solo./Tympano./é/Organo./Composta di Francesco/Rensielg. (Kyrie: Andante C alla breve g-Moll – Pater de coelis: Allegro 3/4 G-Dur – Mater amabilis: Adagio C alla breve B-Dur – Speculum justitiae: Andante moderato 2/4 Es Dur – Salus infirmorum: Recitativo 2/4 c-Moll – Regina angelorum: Allegro 2/4 D-Dur – Agnus Dei: Adagio 2/4 g-Moll / Allegro 3/4 G-Dur.) Musikhandschriften der Bayerischen Staatsbibliothek, Band V/1. Straubing; BRD Rp SJaS Ms 528; Ms. ca. 1800.
- Vesperae Chorales/de/Confesso(re)/e/de Beata m Virgini/a/4 Voci/2 Violini/Viola/Corni/Clarini/Tympani/Violone/e/Organo/Auth(or) F Gleissner. (Domine ad adjuvandum: Allegro assai 3/4 D-Dur – Dixit Dominus: Allegro C-Dur – Confitebor tibi: Allegro moderato C alla breve B-Dur – Beatus vir qui timet: Allegro C alla breve F-Dur – Laudate pueri: Allegro moderato C alla breve G-Dur – Laudate Dominum omnes gentes: Allegro C alla breve C-Dur – Laetatus sum: Allegro moderato C alla breve F-Dur – Nisi Dominus: Allegro C alla breve e-Moll – lauda Jerusalem: Allegro 3/4 C-Dur – Magnificat: Allegro assai C D-Dur) Quelle: Bischöfliche Zentralbibliothek Regensburg, Dom: BRD Rp D Ms 167; Ms. ca. 1840.
- Vesperae/De Dominica et Salve/à/Canto, Alto/Tenore, Basso./Violino Primo/Violino Secondo/Alto Viola/Cornu Primo/Cornu Secondo in A./Clarino Primo/Clarino Secondo in D./Tympano/Con/Organo./Del Sig: Gleisner (Domine ad adjuvandum C alle breve D-Dur – Dixit Dominus C alla breve – Confitebor C alla breve – Beatus vir 3/4 – Laudate Pueri C alla breve – Lauda Jerusalem C alla breve – Magnificat C. Am Schluss: Salve Regina) Quelle: Fürstlich Oettingen-Wallerstein’sche Bibliothek: HR III 4 1/2 2°258 (= Burg Harburg).
- Vesperae de Dominica in D con Salve Regina a 4 Voci, 2 Violini, Alto Viola obl., 2 Clarin, Tympani in D, Organo e Violone. Auth. Gleissner. 1. (Domine – Dixit – Confitebor – Beatus vir – Laudate pueri – Laudate Dominum – Magnificat). 2. (Salve Regina). KBM. Band 1, BB 157.
- Salve Regina" in "Vesperae De Dominica et Salve.. (Moderato C alla breve D-Dur) Quelle: Fürstlich Oettingen-Wallerstein’sche Bibliothek: HR III 4 1/2 2°258.
- Salve Regina in „Vesperae de Dominica in D…“ KBM. Band 1, BB 157.
- Christus factus est (Ms. in Dombibl. Regensburg)
- II Pange Lingua brevia et solemnia Tonorum C et D a 4 Vocibus cum omnibus Strophis, 2 Violinis, Alto Viola, 2 Oboe, 2 Cornibus C et D, 2 Clarinis C et D, Tympanis C et D, Organo et Violone. Authore D. Gleißner. KBM. Band 1, WEY 178.
- Tantum ergo in XI Tantum ergo, Nr. XI (Andante: 2/4 D-Dur) Quelle: Bischöfliche Zentralbibliothek, Alte Kapelle: BRD Rp AK Ms 872.
- Tantum ergo in "Lytaniae [lauretanae] solemnes… KBM. Band 1, BB 153.
- Der Schützen-Hautboisten Deutsche Messe ex Eb a 3. 2 Tenöre et Basso, Auth. Gleissner. Hier liegt vor deiner Majestät. Text: Franz Seraph von Kohlbrenner, 1728–1783. KBM. Band 2, WS 255 (= Wasserburg am Inn).
- VI Missae cum totidem Symphoniis ac Offertoriis Stylo elegantiori ad modernum genium elaboratae Opus I. (Augustae Vindelicorum, Joannis Jacobi Lotter & Filii. 1793. Bayerische Staatsbibliothek München, 4° Mus.pr. 35483) Missa I. Ex F. - Missa II. Ex B. - Missa III. Ex C. - Missa IV. Ex G. - Missa V. Ex D. - Missa VI. Ex A. Besetzung bei allen Messen: Canto, Alto, Tenore, Basso. Violino I. Violino II. Viola&Organo obligatis. Violoncello, Cornu I. Cornu II. non obligatis. (Bayerische Staatsbibliothek München, urn:nbn:de:bvb:12-bsb11147510-4)
- VI. Missae breviores cum totidem Symphoniis et Offertoriis, ex quibus duae funebres Opus II (Augustae Vindelicorum, Joannis Jacobi Lotter & Filii. 1798. Bayer Staatsbibliothek München, 4° Mus.pr. 35484) Missa I. Ex D. - Missa II. Ex F. - Missa III. Ex Eb. - Missa IV. Ex C. - Missa V. De Requiem. - Missa VI. De Requiem. Besetzung bei allen Messen: Canto, Alto, Tenore, Basso. Violino I. Violino II. Viola&Organo obligatis. Violoncello, Cornu I. Cornu II. non obligatis. (Bayerische Staatsbibliothek München, urn:nbn:de:bvb:12-bsb11148184-7)
- Missa ex C./a/Quatuor Vocibus./e/Due Violini./Due Oboi./Due Corni in F.C.D.Dis./Con/Due Clarinis è Tympano./Alto Viola./Fagotto apud Et incarnatus et Agnus Dei./Con/Organo./Authore Sig:F:Gleisner. / BRD Mbs Mus.ms.293.
- Missa germanica ex A, a 4 Vocibus Cant., 2 Violinis, Viola et Organo. Duo Corn. ad libit. Auth.: Gleissner. KBM. Band 2, WS 257.
- Missa germanica ex F a 4 Voc. Cant., 2 Violinis, 2 Violis et Organo. Auth. Gleissner. KBM. Band 2, WS 256.
- Messe in B-Dur für S, A, T, B, vl 1, 2, vla, cor 1, 2, org. Klasztor OO. Paulinów Jasna Góra – Biblioteka, Czstochowa: PL-CZ / III-233; RISM 300000345.
- Messe in C-Dur für S, A, T, B, vl 1, 2, vla, cor 1, 2, org. Klasztor OO. Paulinów Jasna Góra – Biblioteka, Czstochowa (PL-CZ / III-233); RISM 300000346
- Missa in C Dur./A/Quatuor Vocibus/Duobus Violinis/Duobus Clarinis vel Cornibus/Tympanis et Organo./Del.Sig:Wolfgang Mozart. KV Anhang C 1.08 (Anh.234). Vermutlich von Franz Gleißner unterschoben. (Musikhandschriften der Bayerischen Staatsbibliothek, Band V/1. Straubing; BRD Rp SJaS Ms 460; Ms. ca. 1800; Schottenstift, Bibliothek, Wien: A-Ws / Fonds Doppler 178) RISM 600500344 und 600500345; Bibliothek der Dominikanerprovinz, Wien: A-Wdp / ohne Signatur; RISM 60050162;
- Messe in C-Dur für S, A, T, B, vl (2), vla, clno (2), org. Matica slovenská, Martin (SK-Mms / D II/III – 25) RISM 570001070
- Messe in D-Dur für S, A, T, B, vl 1, 2, vla, cor 1, 2, org. Klasztor OO. Paulinów Jasna Góra – Biblioteka, Czstochowa: PL-CZ / III-233; RISM 300000348
- Messe in A-Dur für S, A, T, B, Vl 1, 2, Vla, Org, Clno 1, 2. Mariae-Himmelfahrts-Pfarrkirche, Schemnitz / Banská Štiavnica • Matica slovenská, Martin (SK-Mms / D II/III – 25); RISM 570001072
- Messe in A-Dur für S, A, T, B, vl 1, 2, vla, cor 1, 2, org. Klasztor OO. Paulinów Jasna Góra – Biblioteka, Czstochowa (PL-CZ / III-233); RISM 300000349
- Messe in F-Dur für Coro: S, A, T, B, vl 1, 2, vla, cor 1, 2, org. (Klasztor OO. Paulinów Jasna Góra – Biblioteka, Czstochowa (PL-CZ / III-233); RISM 300000344; Abtei Münsterschwarzach, Musikbibliothek, Schwarzach am Main: D-MS / Voc. 7/476; Gedruckt in Gleisners „VI. Missae“ op. 1 (Augsburg 1793) als Nummer 1)
- Messe in G-Dur für S, A, T, B, vl 1, 2, vla, cor 1, 2, org. Klasztor OO. Paulinów Jasna Góra – Biblioteka, Czstochowa: PL-CZ / III-233; RISM 300000347
- Missa in G Dur/a/4.Voci./2. Violini./2. Corni in G./á/Organo./Del Sig. W. A. Mozart. KV Anhang C 1.09 (Anh.235). Vermutlich von Franz Gleißner unterschoben. (Musikhandschriften der Bayerischen Staatsbibliothek, Band V/1. Straubing; BRD Rp SJaS Ms 467; Ms. ca. 1795. Ebenfalls in WS 259; Österreichische Nationalbibliothek, Musiksammlung, Wien: A-Wn / Mus. Hs. 22276; RISM ID no. 600500640; Bibliothek der St. Michaelskirche, München: D-Mm / Mm 411; RISM ID no. 456013066); Bibliothek der Dominikanerprovinz, Wien: A-Wdp / ohne Signatur: RISM 600501641
- Missa Solemnis ex C. Violino primo, Violino 2do, Alto Viola, canto, Alto, Tenore, Basso, Oboe Primo, Oboe 2do, Cornu Primo, Cornu 2do, Clarino Primo Clarino Secundo, Tympano con Organo. Authore Gleissner. (Kyrie – Gloria – Symphonia – Credo – Offertorium: Laudate Dominum – Sanctus – Benedictus – Agnus Dei). KBM. Band 2, WS 258.
- Missa solemnis ex D./a/Canto, Alto,/Tenore, Basso,/2 Violinis/Viola./2 Obois/2 Corni.in D./2 Trompis.ex D:/Tympano./Organo con Violone./Del Sig: Gleisner./ BRD Mbs Mus.ms.291
- Missa solemnis in C/a/Canto, Alto/Tenore Basso/violino I & II/Viola/Oboe I & II/Cornu I § II/Clarino I & II/Tympano/con/Organo/Del Sign./Gleisner/ BRD Mbs Mus.ms.292
- Missa solennis (sic!)/a./Canto Alto/Tenore Basso/Violin I Violin II/Viola Corni due in dis/Violone & Organo/di Gleisner. Es-Dur; Bestand Ochsenhausen, Signatur B 237. Schwäbisches Landesmusikarchiv.
- Missa Solennis et brevis Toni D una cum Offertorio a 4 Vocibus, 2 Violinis, 2 Oboe, 2 Clarinis D, 2 Cornibus D, Tympanis D, Alto Viola ad Sinfonia, Organo. Authore D.(ominus) Gleißner. KBM. Band 1. WEY 177.
- Kirchensonate, Opus 2/4 (In den „VI Missae“ enthalten)
- Offertorium/a/4 Vocibus cant./2 Violinis/2 Obois/2 Clarinis in C/Tympanis/Viola/con/Organo./Del Sigre Gleisner./(Cantate Domino omnis terra, Allegro: C alla breve C-Dur) Quelle: Fürstlich Oettingen-Wallerstein’sche Bibliothek: KBM. Band 3, HR III 4 1/2 2°220.
- Offertorium pro omni Tempore Toni Es a 4 Vocibus, 2 Violinis, 2 Oboe, 2 Cornibus Es, Alto Viola, Violone, Con Organo. Auth. D. Gleißner. (Quam dulce canere) KBM. Band 1, Wey 179.
- Offertorium [B-Dur] cum Sinfonia [Es-Dur] a 4 Vocibus, 2 Violinis, 2 Oboe ad Sinfo., 2 Cornibus Dis et B, Alto Viola, Violone et Organo. Authore D. Gleißner. (Summae Deus clementiae) KBM. Band 1, WEY 180.
- Offertorium de Beata [B-Dur] di Gleißner. (Sub tuum praesidium für Sopran, 4-st. gem. Chor, Orchester und Orgel.) KBM. Band 1, BB 154.
- Offertorium [B-Dur] a 4 Vocibus, 2 Violinis, 2 Cornibus, Alto Viola et Organo. Authore Gleißner. (Summae Deus clementiae) KBM. Band 1, BB 155.
- Sinfonia et Offertorium [Coeli enarrant, C-Dur, für 4-st. gem. Chor mit Orchester und Orgel]. Gleißner. KBM. Band 1, BB 152.
- Epistelsonaten, Opus 1/3, 5 & 6 und Op. 2/2 & 3. (In den „VI Missae“ enthalten).

### Oratorium
- Lazarus oder die Feyer der Auferstehung (München 1795, Ernst Ludwig Gerber, Neues hist.-biographisches Lexikon der Tonkünstler, zweiter Teil, Leipzig 1812; Text: vermutlich von August Hermann Niemeyer, 1754–1828)

### Orchesterwerke
- VI Sinfonien (Nr. 1 in München bei Falter erschienen, 1798; Bayer. Staatsbibliothek München, 4° Mus.pr. 31318)
- Sinfonia. a Violino I. Violino II. Viola. Basso. con Violoncello obl. Due Oboe, Fagotti, Flauto, due Corni, Trombe, é Tympani ad libitum. Da Sigr. Francesco Gleissner (Bayerische Staatsbibliothek München, 4° Mus.pr. 31318, Online)
- III Sinfonies faciles (Oe. 1 N r. 1, 2, 3 Offenbach, André; in Adolph Hofmeister, Handbuch der musikalischen Literatur, 1817)
- SINFONIE pour deux Violons, Viole & Basse obligés & une Flute, 2 Hautbois ad libitum, composée par F. Gleissner. Oeuvre 1. L. (I)(-III) (In Offenbach am Main erschienen. Bayerische Staatsbibliothek München)
- Sinfonie pour deux Violons, Alto, et Bahso (!) Oblig: Deux Hautbois, et Cors ad Libitum par Fr. Gleissner. Ouv. XV (Bayerische Staatsbibliothek München, 2 Mus.pr. 1268, Online)
- Sinfonia Hamlet [C-Dur] a 2 Violini, 2 Viole, 2 Oboe, 2 Corni, 2 Clarini, Tympano, Fagotto, Violoncello e Basso. Composta dal Francesco Gleißner 1784. 3 Sätze: [ohne Bezeichnung] – Andante moderato 2/4 – Allegro assai 4/4. KBM Band 1, WEY 593 (weltliche Werke). Die Sinfonie ist wahrscheinlich für die Aufführung von Shakespeares gleichnamiger Tragödie am 29. Oktober 1784 auf der Nationalschaubühne München komponiert worden.
- Journal de musique militaire ou pieçes d’harmonie. Composées et dediées A Son Excellence Monsieur le Chevalier De Thompson (= Graf von Rumford) Generalmajor de Cavalerie &c. &c. par Francois Gleissner (a Munic, Mannheim et Dusseldorf chéz M. Goetz; Besetzung: je 2 Klarinetten in D und A, 2 Fagotte und 2 Hörner)
- Journal militaire p. 4 Clarin. 2 Cors et Bassons (Worms, Kreitner)
- 6 Pieces p. Flûte, 2 Clar., 2 Cors et Basson (Offenbach, André)

Die beiden letzten Werke werden bei Adolph Hofmeister, Handbuch der musikalischen Literatur, Leipzig 1817, als „Harmonien“ bezeichnet, ein in der Zeit gebräuchlicher Ausdruck für Harmoniemusik.

### Kammermusik
Solo
- 5 Variationen für Flöte trav. über ein Thema von Haydn, Wien 1803 (Archiv der Gesellschaft der Musikfreunde in Wien, VIII 30 678 a)

Duo
- Six Duos pour deux Flûtes composés par Franz Gleissner Ov. 12. No. 1 Lithogr. (Inkunabel aus der Slg. Ferchl. Bayerische Staatsbibliothek München, Mus.pr. 31292)
- Six Duos pour deux Flûtes composés par Franz Gleissner Ov. 12. Vienne, au Magasin de l' imprimerie chimique (Österreichische Nationalbibliothek MS41930. Mus; Archiv der Gesellschaft der Musikfreunde in Wien, VIII 6268)
- Vingt Duos/pour deux Flutes,/tirés de l' Opera:/ Das Labyrinth./par / F. Gleißner. (Musikverlag Joh. André, Offenbach a. Main, Verlagsarchiv 1427)
- Trois sonates pour le pianoforte avec accompagnement de violon Oeuvre 6. (British Library, Hirsch III.227/228; Österreichische Nationalbibliothek, MS86743-qu.4°. Mus)
- 3 leichte Sonaten für Pianoforte und Violine (angezeigt in Wiener Zeitung, Nr. 60 vom 27. Juli 1803)
- III leichte Sonaten fürs Clavier mit willkührlicher Begleitung einer Violine (Wien: Senefelder, 1803; Bayerische Staatsbibliothek München, Sigel: 12; Universitätsbibliothek Eichstätt, Sigel 824; Österreichische Nationalbibliothek, MS42711-qu.4°. MUS; Archiv der Gesellschaft der Musikfreunde in Wien, XI 11392 (Q 17192))

Trio
- VI Menuetten für zwey Violinen und Bass mit willkührlicher Begleitung der Blasinstrumente. Wien: Im Verlag der k. k. priv. chemischen Druckerey. 1803" (British Library, Hirsch III.226)

Quartett
- Trois quatuors: pour 2 violons, alto et violoncelle; oeuv. 13 (Bayerische Staatsbibliothek München, Sigel: 12; Österreichische Nationalbibliothek MS41654. Mus)
- Quartett F-Dur für Flöte, Violine, Viola und Violoncello, „Flötenquartett“ / Franz Johannes Gleissner. Hrsg. von Robert Münster (Bayerische Staatsbibliothek München, Sigel: 12. Edition Brand, © 1992)

### Klaviermusik
- 30 Leichte Klavierstüke (!) für Angehende Spieler von FRANZ GLEISSNER (Bayerische Staatsbibliothek München, 4 Mus.pr. 42116, Online)
- Wiener Studenten Marche (Inkunabel der Lithogr. aus der Slg. Ferchl. Bayerische Staatsbibliothek München, 4 Mus.pr. 31310)
- Feldmarsch der Churpfalzbayer’schen Truppen, München, 1796, Verlag Senefelder. (Bayerische Staatsbibliothek München, 4 Mus.pr. 31311, Online)
- Leichte Clavierstücke für Anfänger (angezeigt in Wiener Zeitung, Nr. 60 vom 27. Juli 1803)
- 6 Menuetten für Pianoforte (angezeigt in Wiener Zeitung, Nr. 60 vom 27. Juli 1803)
- 12 Deutsche für Pianoforte (angezeigt in Wiener Zeitung, Nr. 60 vom 27. Juli 1803)
- 6 Märsche für Pianoforte (angezeigt in Wiener Zeitung, Nr. 60 vom 27. Juli 1803)
- 3 Sonaten für Pianoforte op. 5 (angezeigt in Wiener Zeitung, Nr. 60 vom 27. Juli 1803)

### Bühnenwerke
- Der Lumpensammler: / Eine komische Oper in 2 Akten / In die Musik gesetzt / von / Franz Gleissner, Hofmusiker / 1798. (Münchner Stadtbibliothek, Musikbibliothek, D-Mmb / M 52)
- Der Pachtbrief, Singspiel, Libretto vom Komponisten?, Aufführung unbekannt (Ernst Ludwig Gerber, Neues hist.-biographisches Lexikon der Tonkünstler, zweiter Teil, Leipzig 1812; verschollen)
- Der Werber im Dorfe, Singspiel, Libretto vom Komponisten, um 1790 München (verschollen)
- Agnes Bernauerin, (1781) vermutlich nach Joseph August von Toerring-Gronsfeld zu Jettenbach, Volltext. zeno.org; Melodram, 1790 München; 22 Aufführungen nach: Frhr. Felix Joseph Lipowsky, Musikerlexikon, 1811, Anhang S. 422; Musikhandschriften in der Hamburger Staats- und Universitätsbibliothek (ND VII 466, früher MA/675 und ND VII 467, früher M A/2119)
- Hainz von Stain, genannt der Wilde, historisch-pantomimisches Ballett, nach dem Trauerspiel von Lorenz Hübner (1751–1807), 1790 München (Erschienen in der CD-Reihe: Musica Bavarica); Clavi Cembalo è Forte Piano urn:nbn:de:bsz:31-3115.
- Otto von Wittelsbach. / Ein historisches-pantomimisches Ballett / nach einem bekannten Trauerspiele bearbeitet, / und in die Musik gesetzt / von / Franz Gleißner in München / 1790 Text: vermutlich Joseph Marius von Babo (1756–1822); Fürstlich Fürstenbergische Hofbibliothek, Donaueschingen (D-DO / Don Mus.Ms. 533)
- Paul und Virginie, Ballett, Johann Peter Anton Crux (1764–1832), München, noch 1811 gespielt; Musik: verschollen; Textvorlage: vermutlich Roman von Jacques-Henri Bernardin de Saint-Pierre
- Der Äpfeldieb oder der Schatzgräber, Singspiel in einem Aufzug; Libretto von Christoph Friedrich Bretzner; München 1783; Musik: verschollen; Libretto in der Deutschen Nationalbibliothek in Leipzig, Signatur: 1967 MK 634
- Leonhard Ritt, der Bänkelsänger Singspiel, zwei Akte, Libretto vom Komponisten? München 1783 (verschollen)
- Der Erntekranz, Singspiel, drei Akte, Libretto (Ärndtekranz) eventuell von Christian Felix Weiße? München 1785 (verschollen)
- Der große Thaler, Singspiel, ein Akt, Libretto? (verschollen)
- Rolanis Tod oder Der Jude in tausend Ängsten, pantomimisches Ballett in drei Akten um 1800 (verschollen); aufgeführt in: Das Musiktheater, Beiträge zur mittelrheinischen Musikgeschichte (= Musikchronik der Stadt Trier, Band 2). 1800–1850 / Gustav Bereths, 1978.
- Die sieben Schwaben auf der Hasenjagd oder Die große Kunst, alte Weiber jung zu machen (verschollen), großes pantomimisches Ballett von Paul Amor, Musik von Franz Gleisner; 1806 (zweimal). Textvorlage: vermutlich Schwank von Sebastian Sailer. In: Das Musiktheater, Beiträge zur mittelrheinischen Musikgeschichte (= Musikchronik der Stadt Trier, Band 2). 1800–1850 / Gustav Bereths, 1978.

(Außer Der Lumpensammler, Rolanis Tod und Die sieben Schwaben … sind diese Werke aufgeführt in: Münchener Bühne und Literatur im 18. Jahrhundert. München 1904. Außerdem in: Chronik des Königlichen Hof- und Nationaltheaters in München. München 1878)

### Kantaten
- Triumph der Künste und Wissenschaften unter einem weisen Fürsten: Eine Kantate, am Tage der öffentlichen Preisvertheilung auf dem Studentensaale abgesungen / Verfertigt von P. Benno Ortmann, Benediktiner aus Prüfling, Lehrer der Rhetorik und der geistlichen Beredsamkeit, und in Musik gesetzt von Herrn Franz Gleißner, Hofmusikus (München: Zängl, 1795. Text ohne Noten, vorhanden in der Bibliothek der Ludwig-Maximilians-Universität München (LMU), Sigel: 19)

### Lieder
- 12 Neue Lieder fuer’s Klavier, In Musik gesetzt, Und Liebhabern des Gesanges gewidmet, von Franz Gleißner, Churfrtl. Pfalzbair. Hofmusikus (München, Falter, 1796; Bayerische Staatsbibliothek München, 4 Mus.pr. 31291)

### Arrangements
- Sinfonie concertante pour deux Violons, Flûte, deux Hautbois, deux Clarinettes, deux Bassons, deux Cors, Alto & Basso, arrangée d’après und grande Sérénade pour des instrumens (!) à vent Oeuvre 91, de W. A. MOZART par F. Gleissner (Mozarts „Gran Partita“ in B-Dur, KV 361 von Gleißner arrangiert; Bayerische Staatsbibliothek München, 4 Mus.pr. 35539 Online)

### Lithographische Karten
- Baiern, 1808, Lithographie von Alois Senefelder und Franz Gleißner (Bayerische Staatsbibliothek, BAY 12 Mapp. XI,48 d 1; Bay 12 Mapp. XI,48 dc 1, Online)
- Baiern, 1808, Steindruck von Alois Senefelder; Franz Gleißner; Johann Carl Schleich; Johann Baptist Seitz. (Bayerische Staatsbibliothek, BAY 12 Mapp. XI,49 ab 1, Online)
- Das Königreich Baiern, Steindruck, 1808 von Johann Michael Schramm (1772–1835); Alois Senefelder; Franz Gleißner. (Bayerische Staatsbibliothek, BAY 12 Mapp. 61 ba-15 1), (Bayerische Staatsbibliothek, BAY 12 Mapp. 61 ba-15 1), Online)
- Carte des Postes de L’Archiduché d’Autriche, vermutlich 1808, Lithographie „Im Verl. d. Königl. Baierischen Privil. Steindrukerey von Gleissner und Senefelder“ (Bayerische Staatsbibliothek München; Sigel: 12)

Zur Lithographie allgemein
- Musterbuch über alle lithographische Kunst Manieren welche die Königliche alleinprivilegierte Steintruckerey von Aloys Senefelder Franz Gleissner … zu liefern im Stande ist (München, 1808. Bayerische Staatsbibliothek München; Sigel: 12)